# Lasiodora curtior
Lasiodora curtior là một loài nhện trong họ Theraphosidae.
Loài này thuộc chi Lasiodora. Lasiodora curtior được Ralph Vary Chamberlin miêu tả năm 1917.